# Джугашвілі Віссаріон Іванович
Бесаріон Іванес дзе Джугашвілі, в російській традиції Віссаріон Іванович Джугашвілі, також відомий як Бесо (прибл. 1850 — 25 серпня 1909) — батько Йосипа Сталіна. Бесаріон народився у грузинському селі Діді-Ліло в родині селян-кріпаків. У молодому віці перебрався до Тбілісі, де влаштувався на взуттєвій фабриці. Згодом відкрив власну крамницю в місті Горі, в якому познайомився й одружився з Катериною Геладзе. В шлюбі народилося троє синів, але лише наймолодший із них, Йосип, вижив у дитинстві. Коли справи в торгівлі погіршилися, Бесаріон став зловживати алкоголем і навіть бити дружину та дитину. Зрештою він полишив сім'ю, переїхав у 1884 році до Тбілісі, де знову влаштувався на фабрику. З того часу Бесо майже не підтримував зв'язки з дружиною, а з його життя відомо тільки те, що він помер від цирозу в 1909 році.

## Походження родини та ранні роки
Про родину Бесаріона Джугашвілі відомо вкрай мало, а його власні знання про предків обмежувалися низкою сімейних переказів. Його дід, Заза Джугашвілі, неодноразово брав участь в антиросійських селянських повстаннях, потрапляв у в'язницю та втікав з неї. За деякими даними, він був пастухом й мешкав у селі Гері, розташованому поблизу сучасної Південної Осетії. Надалі цією обставиною намагались обґрунтувати осетинське походження Зази, хоча, як пише історик Дональд Рейфілд, «ймовірно, осетинська кров Сталіна не більш важлива для історії Грузії чи Росії, ніж валлійські корені Генріха Тюдора для історії Англії». За спогадами Катерини Гуладзе, між жителями Гері й осетинами, що прийшли з гір, постійно відбувалися сутички й панувала напруженість, внаслідок чого Заза разом з групою кріпаків покинув село.
Він оселився в Діді-Ліло («Велике Ліло»), піддатливому вітрам, напівпустельному селищі на відстані 16 кілометрів від Тифлісу, чисельність населення в якому становила близько 500 осіб. Подібно до інших мешканців гірської ущелини Заза опинився кріпаком у князя Мачабелі та зайнявся виноградарством. Його син Вано продовжив сільськогосподарську справу батька. В останнього народилися сини Георгій та Бесаріон, які, імовірно, з'явилися на світ близько 1850 року. Вано помер молодим, найімовірніше, ще до досягнення 50-літнього віку. Георгій, що володів таверною на проїжджій дорозі в селі Манглісі, загинув від рук грабіжників.
Залишившись без сім'ї, Бесаріон Джугашвілі переїхав до Тифлісу, де знайшов роботу на взуттєвій фабриці вірменського підприємця Григорія Адельханова і незабаром став майстром. Він не здобув жодної освіти, проте, на відміну від більшості грузинських ремісників того часу, вмів читати й, імовірно, писати грузинською, опанував російську, вірменську та азербайджанську мови, міг напам'ять цитувати середньовічну поему Витязь у тигровій шкурі. Близько 1870 року юний Бесо переїхав до Горі, що на відстані 75 кілометрів від Тифлісу, очевидно, на запрошення вірменського купця Йосипа Барамова. Останній володів взуттєвою майстерною, котра здійснювала постачання військ на Кавказі. Джугашвілі також став виробником взуття для солдат місцевого військового гарнізону. Місто в ті часи було невеликим, налічувало до 7000 осіб, переважно вірмен та грузинів з невеликою кількістю етнічних абхазів, росіян та осетинів. Проте з прокладенням у 1871 році Закавказької залізниці, що сполучила Горі з грузинською столицею та Поті, що був основним центром експорту нафти, значення міста суттєво зросло.

### Життя в Горі

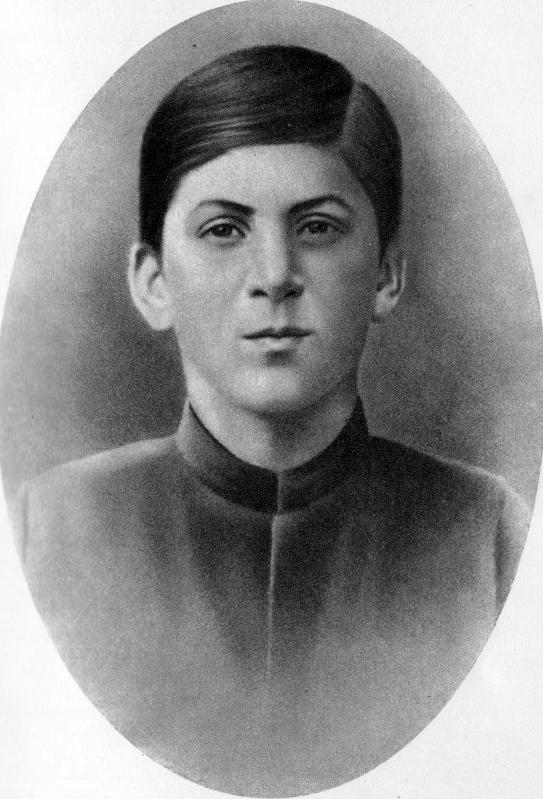
Йосип Джугашвілі, третій син Бесаріона, та єдиний, хто вижив у дитинстві, світлина 1894 року.

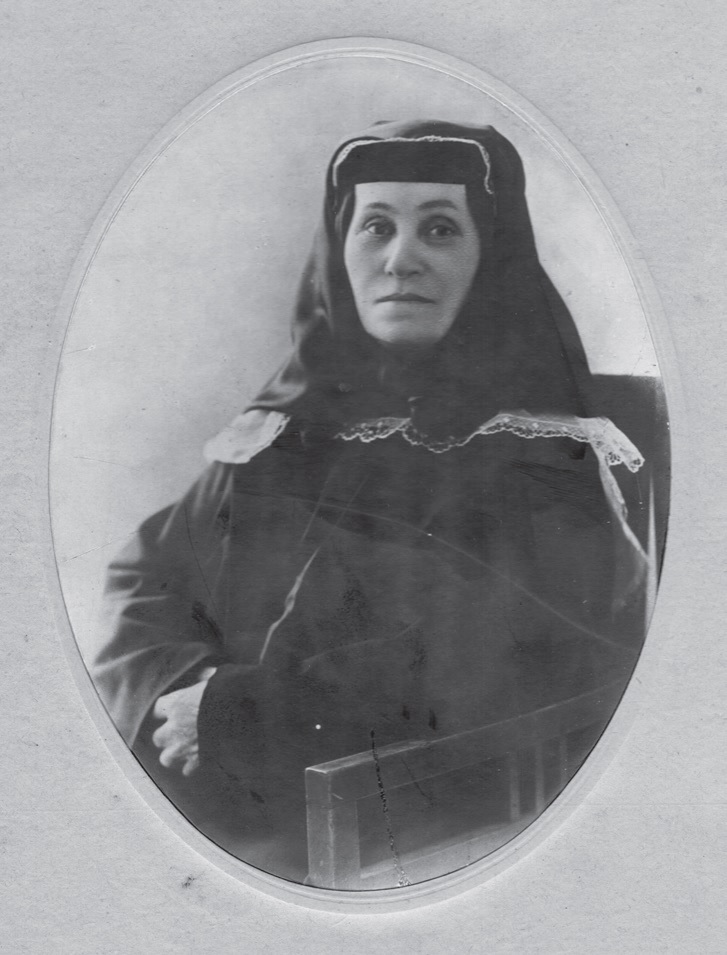
Кеке Гуладзе, дружина Бесаріона Джугашвілі, на зображенні 1930-их років.

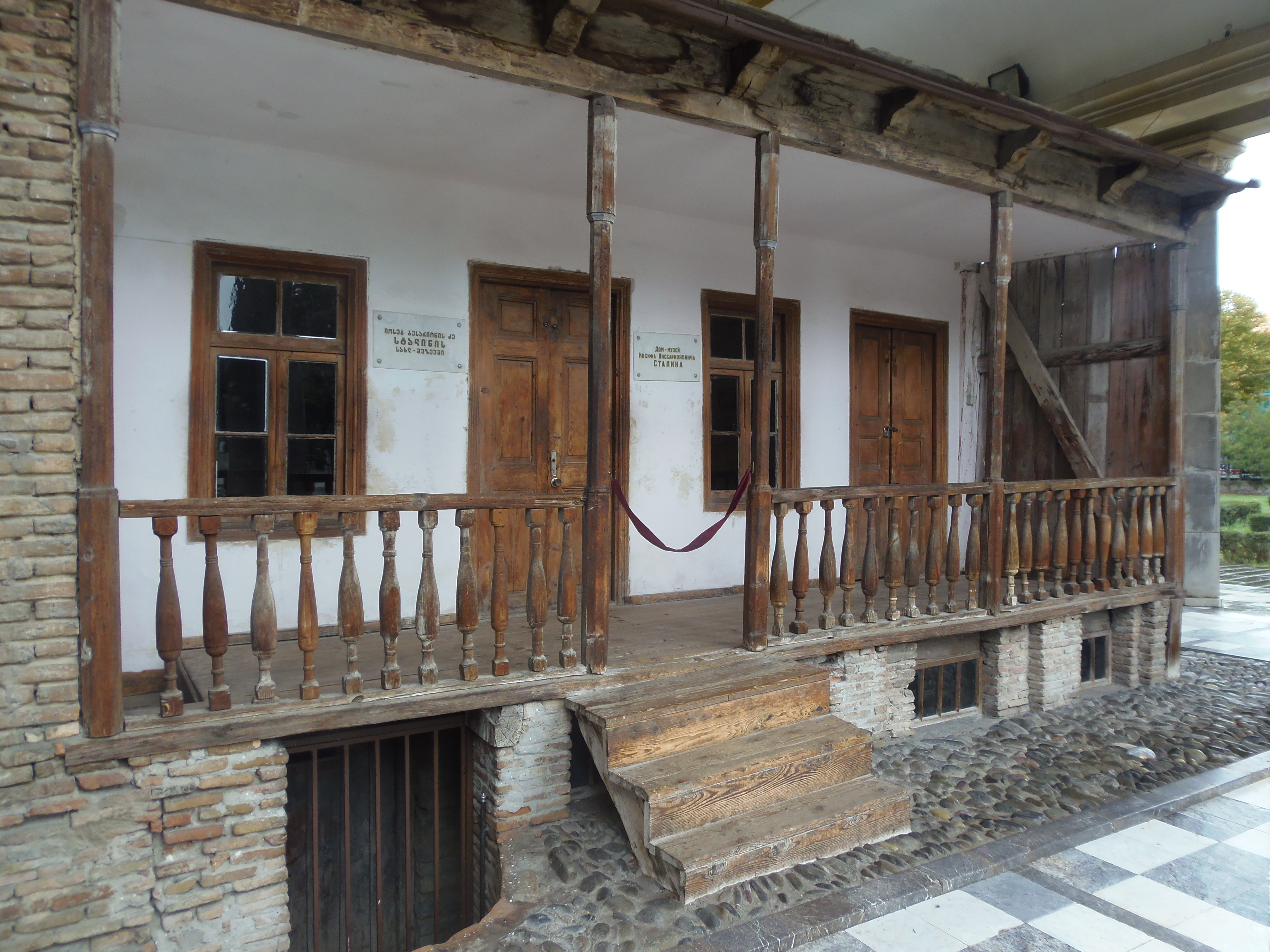
Будинок сім'ї Джугашвілі у Горі, світлина 2016 року. Родина жила в одній кімнаті зліва, тоді як крамниця Бесаріона розміщувалася на цокольному поверсі. Наразі в будівлі облаштований музей, присвячений Сталіну.

Завдяки власній амбітності та фінансовій допомозі патрона Якова Егнатошвілі, виноградаря та власника місцевої корчми, Джугашвілі відкрив власну крамницю в російському кварталі (відомому як Русіс-убані) й став самостійним ремісником. 14 травня 1874 року Бесаріон одружився з молодщою на 6 років Катериною Геладзе (скорочено Кеке), що походила з родини селян-кріпаків, мешканців села Гамбареулі, які в 1864 переїхали в Горі. Як згадувала сама Катерина, Бесаріон вважався завидним нареченим, втіленням справжнього грузинського лицаря (карачохелі), з красивими вусами, добре одягненим та манерами городянина. Вона називала його «незвичайним, цікавим та понурим», але водночас «розумним й гордим». Весілля Катерини й Бесаріона відбулася у характерному грузинському стилі з бурхливою, показовою ходою по місту; церемонія вінчання пройшла в Успенському соборі.
У шлюбі народилося троє дітей, хоча перші два, Михайло (народився 14 лютого 1875) та Георгій (народився 24 грудня 1876) померли у віці двох і шести місяців відповідно. Їхній третій та останній син, Йосип, з'явився на світ 6 грудня 1878 року. Після смерті первістка Бесаріон почав випивати, і фундамент сімейного щастя дав тріщину. Стівен Коткін висловив припущення, що чутки про подружню невірність Кеке знайшли відбиток на характері чоловіка, особливо після народження Іосеба, але водночас науковець зазначає, що жодних надійних свічень про можливі позашлюбні зв'язки дружини немає. Олег Хлевнюк зауважив, що подібні плітки послугували надалі підставою для ласих на сенсації публіцистів оголосити Сталіна незаконно народженим сином то заможного купця, то фабриканта, то князя-мандрівника Миколи Пржевальського, чи навіть самого російського імператора Олександра III, який відвідував Тифліс і котрому начебто прислуговувала молода грузинка, мати Йосипа.
Спершу реміснича справа Бесаріона Джугашвілі йшла успішно, він найняв підмайстрів та до десятка найманих робітників, ставши затребуваним шевцем. Родина користувалась доволі високим рівнем життя; один із підмайстрів Дато Гасіташвілі згодом пригадував, що бачив в їхньому будинку масло, яке вважалось делікатесом для більшості грузин того часу. Втім, Коткін переконаний, що сім'я жила скромніше і харчувалася більш традиційними продуктами, такими як лобіо, лаваш та бадріджані нігвзіт.
З часом Бесаріон став все частіше випивати, цьому посприяла й та обставина, що клієнти часто розплачувались із ним вином, якого в Грузії було вдосталь, й багато робітників замість грошей отримували алкоголь. У звичку увійшло святкування випивкою кожної нової пари зшитого взуття, у Бесо з'явився товариш по чарці, російський політичний засланець Пока, який ймовірно був народником чи радикалом, пов'язаним з терористичною організацією Народна воля; одного зимового дня його знайшли мертвим в снігу. Новим спіпляшником став священник Христофор Чарквіані. Це негативно відбилось як на сімейному житті, так і на його бізнесі, котрий лише підмайстри допомагали утримувати на плаву. Дошкульного удару завдала зміна моди серед взуття: широкої популярності набув європейський стиль, тоді як Джугашвілі продовжував випускати чоботи в традиційному грузинському.

## Подальша доля та смерть
В 1884 році Бесаріон Джугашвілі покинув родину й перебрався до Тифлісу. Він повернувся на старе місце праці на заводі Адельханова, час від часу надсилав Кеке трохи грошей, робив спроби примиритися з дружиною, але всі вони зазнали невдачі.
Віссаріон помер в 1909 році. Так, зокрема, збереглися «відомості про піднаглядну зі справи № 136 Вологодського жандармського управління», датовані 1909. Ряд дослідників вказують, що Віссаріон Іванович помер 25 серпня 1909 року в Тифліській лікарні від туберкульозу, коліту та хронічної пневмонії. За тими ж відомостями, похований в Телаві, проте справжність могили не встановлена.